# ظهر العبقية (أفلح اليمن)

تعديل مصدري - تعديل

ظهر العبقية هي إحدى قرى عزلة بني يوس بمديرية أفلح اليمن التابعة لمحافظة حجة، بلغ تعداد سكانها 190 نسمة حسب تعداد اليمن لعام 2004.